# Bülent Uygun
Bülent Uygun (* 1. August 1971 in Sakarya) ist ein ehemaliger türkischer Fußballspieler und heutiger Fußballtrainer.

## Spielerkarriere
Uygun begann seine Profikarriere 1989 bei Kocaelispor und beendete sie 2003 bei Anadolu Üsküdar 1908 SK. Dazwischen spielte er für: Çanakkale Dardanelspor, Kocaelispor, Çanakkale Dardanelspor, Trabzonspor, Göztepe Izmir, Zonguldakspor, Sivasspor. Für die türkische Fußballnationalmannschaft spielte Uygun elf Mal.
Die besten Jahre seiner Karriere hat er bei Fenerbahçe Istanbul erlebt, wo er in der Saison 1993/94 mit 22 Treffern Torschützenkönig wurde.

## Trainerkarriere
Uygun trainierte Sivasspor von November 2006 bis zum 4. Oktober 2009, als er wegen des schlechten Saisonstarts den Trainerposten kündigte. Zur Saison 2010/11 wurde er von Bucaspor verpflichtet. Bereits am 5. Spieltag legte er sein Amt in Buca nieder und wurde Trainer des Ligakonkurrenten Eskişehirspor. Für diesen Wechsel erhielt er vom Verband eine Strafe von 200.000 TL (ca. 95.000 €) wegen Vertragsbruchs.
Ende März 2012 wurde er als neuer Trainer des türkischen Erstligisten Elazığspor vorgestellt. Hier erreichte er mit der Mannschaft zum Saisonende die Vizemeisterschaft der TFF 1. Lig und damit den direkten Aufstieg in die Süper Lig. Zu Saisonbeginn ließ er einen Großteil der Aufsteigermannschaft ziehen und drängte die Vereinsführung dazu, vermehrt Spieler zu verpflichten, mit denen er bereits bei Sivasspor und Eskişehirspor zusammengearbeitet hatte. Nachdem der Verein mit lediglich drei Punkten in sieben Spielen in die Saison einen schlechten Start hatte, gab Uygun am 8. Oktober 2012 seinen Rücktritt bekannt.
Vor dem 21. Spieltag der Saison 2012/13 wurde Uygun Cheftrainer bei Gaziantepspor. Sein Vertrag mit Gaziantepspor wurde am 10. November 2013 aufgelöst.
Von 2013 bis 2016 trainiert er den katarischen Verein Umm-Salal SC. Im Januar 2017 kehrte Uygun in die Türkei zurück und wurde zum zweiten Mal Trainer von Gaziantepspor.

## Erfolge
- Mit Fenerbahçe Istanbul
  - Türkischer Fußballmeister: Saison 1995/96

- Türkische U-16-Nationalmannschaft:
  - Vierter der U-16-Europameisterschaft: 1987

- Individuell
  - Torschützenkönig der Süper Lig 1994

## Trivia
Nach der Ligapartie gegen Çaykur Rizespor am 14. September 2013, bei der Uygun die Mannschaft von Gaziantepspor trainierte, welche mit 2:5 verloren ging, kritisierte Uygun in der Pressekonferenz den Schiedsrichter Fırat Aydınus massiv wegen dessen Entscheidungen und beschuldigte ihn, bewusst gegen seine Person zu werten. Die Fachpresse bestätigte nahezu einstimmig die von Uygun kritisierten Schiedsrichterentscheidungen, kritisierte jedoch sein Verhalten in der Pressekonferenz. Das Disziplinarkomitee des türkischen Fußballverbandes verhängte Uygun eine drei Spielesperre und über dessen Verein eine Geldstrafe in Höhe von 14.000 Türkische Lira. Einen Tag später wurde die Spielesperre Uyguns aufgehoben, nachdem der Verein die Geldstrafe überwiesen hatte.